# Anchor Brewing Company
Anchor Brewing Company — американський виробник алкогольних напоїв, що знаходиться в Сан-Франциско, Каліфорнія. Броварня, заснована 1896 року, була придбана Фредеріком Луїсом Мейтагом III 1965 року. У 2010-му її придбала The Griffin Group — інвестиційна й консалтингова компанія, що спеціалізується на алкогольних брендах. Після продажу броварня змінила назву на Anchor Brewers & Distillers, LLC.

## Продукція
Броварня Anchor Brewing Company виробляє 9 основних і 5 сезонних сортів пива.

### Основні сорти пива
| Назва                   | Міцність напою | Стиль пива          | Вперше зварене |
| ----------------------- | -------------- | ------------------- | -------------- |
| Anchor Steam            | 4.9 %          | Steam Beer          | 1896           |
| Anchor Small            | 3.3 %          | Small beer          | 1997           |
| Liberty Ale             | 5.9 %          | American Pale Ale   | 1975           |
| Anchor Porter           | 5.6 %          | Портер              | 1972           |
| Old Foghorn             | 8–10 %         | Barley wine         | 1975           |
| Breckle's Brown         | 6.0 %          | Коричневий ель      | 2010           |
| Anchor California Lager | 4.9 %          | Лагер               | 2012           |
| Humming Ale             | 5.9 %          | Export ale          | 2009 (Retired) |
| Anchor IPA              | 6.5 %          | Індійський пейл-ель | 2014           |
| Our Barrel Ale          | 6.5 %          | Barrel aged beer    | 2009           |

### Сезонне пиво
| Назва                                  | Міцність напою | Стиль пива     | Сезон           | Вперше зварене |
| -------------------------------------- | -------------- | -------------- | --------------- | -------------- |
| Winter Wheat                           | 7 %            | Пшеничне пиво  | Листопад-січень | 2015           |
| Saison                                 | 7.2 %          | Saison         | Лютий-квітень   | 2014           |
| Summer Wheat                           | 4.5 %          | Пшеничне пиво  | Травень-липень  | 1984           |
| BigLeaf Maple Autumn Red               | 6 %            | Red ale        | Серпень-жовтень | 2013           |
| Christmas Ale (a.k.a. Our Special Ale) | 5–6 %          | Christmas beer | Листопад-лютий  | 1975           |